# 文苡帆
文苡帆（1986年11月27日—），中國大陸男演員。畢業於上海視覺藝術學院表演系。
2009年以藝名江南於SD5行堂身份歌手出道。與容祖兒合出過單曲《Secret Lover》
2017年在都市愛情劇《可惜不是你》中飾演男二號袁琅，2018年搭檔楊紫、李現在熱血夢想青春愛情劇《親愛的，熱愛的》中飾演K&K戰隊副隊長Grunt沈哲，同年在校園純愛劇《竹馬鋼琴師》中飾演羅子嘉。2019年7月2日，其參加的騰訊視頻全明星籃球競技真人秀節目《超級企鵝聯盟Super3:星斗場》首播。2021年5月3日上映與夏志遠共同主演的《精準射擊》，於此劇中飾演高冷冰山神射手兼寵弟狂魔邵以優。由於文苡帆演藝造型可塑性強，換一齣戲就換一張臉，演技精湛素有「劇拋臉」的稱號。

## 影视作品

### 电视剧/网络剧
| 年份   | 片名                     | 角色       | 備註                         |
| 2016年 | 重生之名流巨星           |            | 网络剧                       |
| 2017年 | 可惜不是你               | 袁琅       |                              |
| 2018年 | 以你為名的青春           | 鄭大文     |                              |
| 2019年 | 親愛的，熱愛的           | Grunt/沈哲 |                              |
| 2019年 | 竹馬鋼琴師               | 罗子嘉     | 网络剧                       |
| 2020年 | 手可摘星辰               | 解青书     | 网络剧                       |
| 2020年 | 精准射擊                 | 邵以优     | 网络微剧                     |
| 2021年 | 约定                     | 小刘       | 網絡劇，單元《约定之年夜饭》 |
| 2022年 | 她们的名字               | 吴波       |                              |
| 2023年 | 我的医妃不好惹(第1至3季) | 楚玄辰     | 网络短剧                     |
| 2024年 | 创想季                   | 周岩       | 2019年拍攝                   |
| 2024年 | 无法抗拒的男友们         | 应禹城     | 网络短剧                     |
| 2024年 | 第二次“初见”             | 邢祀       | 网络剧，2020年拍攝           |
| 2025年 | 仙台有樹                 | 衛放       |                              |
| 待播   | 西西弗斯的料理           | 吉吉       | 网络剧                       |

### 电影
| 年份   | 片名       | 角色 | 備註     |
| 2021年 | 白蛇：情劫 | 许先 | 網絡电影 |

### 話劇
| 作品           | 角色       |
| 和我前妻談戀愛 | 馬勇       |
| 遠山野情       | 村長       |
| 家             | 高覺新     |
| 婦女代表       | 王江       |
| 北京人         | 曾文清     |
| 龍須沟         | 程瘋子     |
| 仲夏夜之夢     | 拉山德     |
| 孔雀胆         | 車力特穆爾 |